# Praia da Salgueira
La Praia da Salgueira es una playa marítima de Póvoa de Varzim, recorrida por el Passeio Alegre. La playa más conocida al sur de esta es la Praia Redonda, y al norte, la Praia dos Beijinhos.